# Тасманийская радужная птица
Тасманийская радужная птица (лат. Pardalotus quadragintus) — один из четырёх видов радужных птиц.

## Ареал
Тасманийская радужная птица — одна из редчайших птиц Австралии (в 2009 году насчитывалось 1500 особей). Она встречается лишь в юго-восточной части Тасмании и на прилегающих небольших островах (Бруни, Марайя). Предпочитает сухие леса с преобладанием эвкалипта прутовидного.

## Описание вида
Тасманийская радужная птица — птица с длиной тела 9—10 см. Оперение сверху коричнево-зеленоватых оттенков, снизу более светлое, оливковое. Основа питания — мелкие насекомые. Обитают птицы парами или небольшими стайками, гнездятся в дуплах.

## Примечание
1. ↑  Бёме Р. Л., Флинт В. Е. Пятиязычный словарь названий животных. Птицы. Латинский, русский, английский, немецкий, французский / Под общ. ред. акад. В. Е. Соколова. — М.: Русский язык, РУССО, 1994. — С. 374. — 2030 экз. — ISBN 5-200-00643-0.
2. ↑   Gill F., Donsker D. & Rasmussen P. (Eds.): Bristlebirds, pardalotes, Australasian warblers (англ.). IOC World Bird List (v14.2) (14 августа 2024). doi:10.14344/IOC.ML.14.2. Дата обращения: 12 января 2025.
3. ↑  Forty-spotted Pardalote. Дата обращения: 4 декабря 2011. Архивировано 26 октября 2015 года.